# Bipartició

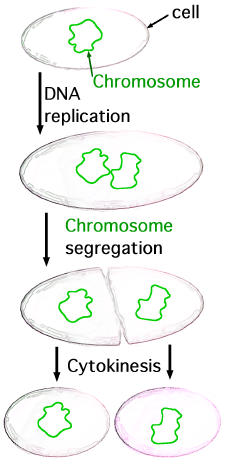
Fissió binària

La bipartició o fissió binària és una forma de divisió cel·lular pròpia dels procariotes: bacteris i arqueus, i en alguns eucariotes unicel·lulars, que consisteix en la divisió d'una cèl·lula en dues cèl·lules isomorfes. Sovint es diferencia d'altres d'esquemes de proliferació cel·lular com la gemmació o la divisió sincitial.

## Replicació bacteriana de l'ADN
La fissió binària s'inicia amb la replicació de l'ADN. En procariotes, la replicació comença en un punt anomenat origen de replicació, on s'obre una forca de replicació. L'ADN se separa en dues cadenes, i cada cadena fa de motllo per la síntesi d'una nova cadena filla complementària. Cada molècula d'ADN circular s'uneix a la membrana cel·lular. La cèl·lula s'elonga, el que fa que els dos cromosomes se separin. Aleshores la membrana cel·lular comença a invaginar-se fins a la divisió de la cèl·lula original en dues cèl·lules idèntiques.
Alguns bacteris es divideixen, en condicions òptimes, a velocitats molt altes. Paradigmàticament Escherichia coli pot arribar a fissionar-se cada 20 minuts anant més ràpid que l'enzim que realitza la duplicació del material genètic la DNApol. Per això una mateixa cadena d'ADN es troba duplicant-se amb més d'un origen de replicació alhora en aquestes condicions.

## Reproducció sexual
La divisió en dues cèl·lules idèntiques s'ha confós i encara es confon amb la unió de dues cèl·lules diferents. La reproducció sexual sorgeix de l'aport de dotacions genètiques diferents i amb recombinació genètica en la meiosi i la formació de cicles vitals amb fases haploide i diploide alternades pròpies dels eucariotes. Així no hi ha "sexe" pròpiament parlant en el domini procariota, per bé que en la natura es produeix un cert intercanvi de petits fragments d'ADN a través de plasmidis (Conjugació bacteriana), bacteriofags o d'adsorció de fragments d'ADN per transformació bacteriana.

## Mitosi
Als eucariotes la divisió cel·lular és més complexa. Consisteix en la duplicació del material genètic, seguida d'una cariocinesi (divisió del nucli) i d'una citocinesi (divisió del citoplasma) resultant-ne dues cèl·lules filles idèntiques a la cèl·lula progenitora.